# Seks personer søger en forfatter
Seks personer søger en forfatter (Sei personaggi in cerca d’autore) er en komedie i tre akter af den italienske forfatter Luigi Pirandello. Værket havde premiere i 1921 i Teatro Valle i Rom, hvor det fik en blandet modtagelse. Dele af publikum blev begejstret over Pirandellos nybrud med teatergenren, det såkaldte meta-teater, mens andre reagerede med forargelse og udråb.

## Handling
Skuespillet finder sted på en teaterscene, hvor en gruppe skuespillere og deres instruktør i gang med at afholde prøve til stykket Il gioco delle parti skrevet af Luigi Pirandello. Under forberedelserne bliver de afbrudt af seks fiktive personer, der kommer ind på scenen. Disse personer er en familie bestående af en far, mor, 22-årig søn, 18-årig steddatter og hendes to mindre søskende på 14 og 4 år. Instruktøren er vred over at blive forstyrret, og faderen forklarer, at han og de andre personer er blevet forladt af deres forfatter og nu søger en, der kan afslutte deres historie. Instruktøren nægter, men da personerne begynder at fortælle deres historie, overbevises han og skuespillerne om at de skal forsøge at lave et stykke ud af det. Faderen og moderen har en søn sammen, men da moderen forelsker sig i sin mands sekretær, lader han ham tage væk sammen og bliver tilbage med deres søn. Moderen får tre børn med sektretæren, og faderen følger familien på afstand gennem årenes løb. Da sekretæren dør, er familien i krise og moderen og steddatteren får arbejde i Madame Paces forretning. For at moderen kan beholde sit arbejde, er steddatteren tvunget til at prostituere sig hos Madame Pace.
Konflikten tager sin begyndelse, idet faderen kommer hen på bordellet, hvor steddatteren arbejder. Da moderen ser dem bliver hun vred og chokeret og fortæller, at det er hendes mand. Steddatteren er overbevist om, at faderen ved, at det var hende, men han nægter, at han kunne genkende hende efter så mange år. Han er vred over skulle dømmes på grund af det han selv betragter som værende en misforståelse.
Anden akt begynder efter 20 minutters pause, hvor skuespillerne skal forsøge at gengive episoden på bordellet, som instruktøren kalder Scene I. De afbrydes dog af steddatteren, der mener, at de ikke er realistiske nok. Dette skaber en diskussion mellem faderen, steddatteren og instruktøren om hvad virkelighed og realisme er. Instruktøren lader faderen og steddatteren vise resten af scenen, som kulminerer, da de omfavner hinanden. Den ulykkelig mor, der uvilligt ser til, afbryder scenen.
Værkets tredje og sidste akt finder sted i personernes have. Faderen har ladet sin kone og hendes børn bo hos ham, og sønnen er vred over, at moderen efterlod ham dengang hun stiftede en ny familie. I haven ser han den 4 årige, der er druknet i et kar og den 14 årige, der skyder sig selv med en pistol. Steddatteren løber væk fra teateret, mens faderen, moderen og sønnen står tilbage på scenen.
Instruktøren, der ikke er i stand til at sige om det var virkelighed eller fiktion, afslutter prøven.